# 芝奇
芝奇國際實業股份有限公司（英語：G.Skill）是一家台灣電腦硬體制造公司 ，由一群電腦爱好者于1989年創立。 2003年起，該公司開始生產電腦記憶體。該公司其他產品還包括固態硬碟、機械鍵盤和光學鼠标。